# Troedovye Rezervy Leningrad
Troedovye Rezervy Leningrad (Russisch: Трудовые резервы Ленинград) was een Sovjet voetbalclub uit Leningrad.

## Geschiedenis
De club werd in 1954 opgericht als vervanger van het ontbonden Dinamo Leningrad en nam ook de plaats van die club in in de hoogste klasse. In het eerste seizoen werden ze vierde. Het volgende seizoen eindigden ze net boven de degradatiezone en in 1956 werden ze laatste. De volgende jaren draaiden ze mee aan de top in de tweede klasse. 
In 1960 werd de club ontbonden en werd Dinamo heropgericht.